# Sojoez TM-34
Sojoez TM-34 (Russisch: Союз ТМ-34) was de 34ste en laatste vlucht van de Sojoez type TM. De Sojoez TM-34 werd gekoppeld aan de PIRS-module van het Internationaal ruimtestation (ISS).

## Bemanning
Lancering
- Joeri Gidzenko (3)
- Roberto Vittori (1) - ESA Italië
- Mark Shuttleworth (1) ruimtetoerist - Zuid-Afrika

Landing
- Sergej Zaljotin
- Frank De Winne - ESA België
- Joeri Lontsjakov

## Missie parameters
- Massa: ?
- Perigeum: 193 km
- Apogeum: 247 km
- Glooiingshoek: 51.6°
- Omlooptijd: 88.6 min

TM-1 ·
TM-2 ·
TM-3 ·
TM-4 ·
TM-5 ·
TM-6 ·
TM-7 ·
TM-8 ·
TM-9 ·
TM-10 ·
TM-11 ·
TM-12 ·
TM-13 ·
TM-14 ·
TM-15 ·
TM-16 ·
TM-17 ·
TM-18 ·
TM-19 ·
TM-20 ·
TM-21 ·
TM-22 ·
TM-23 ·
TM-24 ·
TM-25 ·
TM-26 ·
TM-27 ·
TM-28 ·
TM-29 ·
TM-30 ·
TM-31 ·
TM-32 ·
TM-33 ·
TM-34